# Drankovec
Drankovec este o localitate din comuna Pesnica, Slovenia, cu o populație de 129 de locuitori.